# Balanoglossus robinii
Balanoglossus robinii är en djurart som tillhör fylumet svalgsträngsdjur, och som beskrevs av author unknown. Balanoglossus robinii ingår i släktet Balanoglossus och familjen Ptychoderidae. Inga underarter finns listade i Catalogue of Life.